# Saint-Araille
Saint-Araille è un comune francese di 143 abitanti situato nel dipartimento dell'Alta Garonna nella regione dell'Occitania.

## Società

### Evoluzione demografica
Abitanti censiti